# Aion (альбом)
Aion («ео́н», від дав.-гр. αἰών «Вік», «життєвий шлях») — п'ятий студійний альбом групи Dead Can Dance, випущений на британському лейблі 4AD в липні 1990 року. Альбом записаний на домашній студії Брендана Перрі «Quivy Church» в Ірландії, за винятком композиції The Arrival And The Reunion, записаної на студії Woodbine Street в Лондоні. Це перший альбом, записаний після припинення романтичних відносин між Перрі та Джеррард.
Диск розвиває тему, розпочату в альбомі The Serpent's Egg і попередніх записах. Музикантів надихнула до насамперед музика Раннього Відродження, у записі використані григоріанські піснеспіви і барокові елементи, а також автентичні музичні інструменти — колісна ліра («харді-гарді») і волинки.
Для оформлення обкладинки альбому Брендан Перрі використовував фрагмент картини-триптиха середньовічного художника Ієроніма Босха «Сад земних насолод».

## Список композицій
| #   | Назва                                              | Тривалість |
| --- | -------------------------------------------------- | ---------- |
| 1.  | «The Arrival and the Reunion»                      | 1:38       |
| 2.  | «Saltarello»                                       | 2:33       |
| 3.  | «Mephisto»                                         | 0:54       |
| 4.  | «The Song of the Sibyl»                            | 3:45       |
| 5.  | «Fortune Presents Gifts Not According to the Book» | 6:03       |
| 6.  | «As the Bell Rings the Maypole Spins»              | 5:16       |
| 7.  | «The End of Words»                                 | 2:05       |
| 8.  | «Black Sun»                                        | 4:56       |
| 9.  | «Wilderness»                                       | 1:24       |
| 10. | «The Promised Womb»                                | 3:22       |
| 11. | «The Garden of Zephirus»                           | 1:20       |
| 12. | «Radharc»                                          | 2:48       |

## Чарти
| Чарт (1990)                          | Найвища позиція |
| ------------------------------------ | --------------- |
| Нідерланди Dutch Albums (MegaCharts) | 64              |